# Герода (Доња Франконија)
Герода (њем. Geroda) град је у њемачкој савезној држави Баварска. Једно је од 26 општинских средишта округа Бад Кисинген. Према процјени из 2010. у граду је живјело 935 становника. Посједује регионалну шифру (AGS) 9672126.

## Географски и демографски подаци
Герода се налази у савезној држави Баварска у округу Бад Кисинген. Град се налази на надморској висини од 442 метра. Површина општине износи 16,8 km². У самом граду је, према процјени из 2010. године, живјело 935 становника. Просјечна густина становништва износи 56 становника/km².